# Live Killers Tour
Live Killers Tour fu la nona tournée del gruppo rock britannico Queen, svoltasi nel 1979: questo fu un proseguimento del Jazz Tour, legato alla promozione del loro album, Jazz. Il tour precedette il Crazy Tour, che si tenne nel 1979. Da questa serie di concerti nascerà l'album Live Killers l'anno stesso.

## Date
| Concerti                               | Concerti                         |
| -------------------------------------- | -------------------------------- |
| 17-01-1979 Amburgo, Germania           | 21-02-1979 Barcellona, Spagna    |
| 18-01-1979 Kiel, Germania              | 23-02-1979 Madrid, Spagna        |
| 20-01-1979 Brema, Germania             | 25-02-1979 Poitiers, Francia     |
| 21-01-1979 Dortmund, Germania          | 27-02-1979 Parigi, Francia       |
| 23-01-1979 Hannover, Germania          | 28-02-1979 Parigi, Francia       |
| 24-01-1979 Berlino, Germania           | 01-03-1979 Parigi, Francia       |
| 26-01-1979 Bruxelles, Belgio           | 13-04-1979 Tokyo, Giappone       |
| 27-01-1979 Bruxelles, Belgio           | 14-04-1979 Tokyo, Giappone       |
| 29-01-1979 Rotterdam, Paesi Bassi      | 19-04-1979 Osaka, Giappone       |
| 30-01-1979 Rotterdam, Paesi Bassi      | 20-04-1979 Osaka, Giappone       |
| 01-02-1979 Colonia, Germania           | 21-04-1979 Kanazawa, Giappone    |
| 02-02-1979 Francoforte, Germania       | 23-04-1979 Tokyo, Giappone       |
| 04-02-1979 Zurigo, Svizzera            | 24-04-1979 Tokyo, Giappone       |
| 06-02-1979 Zagabria, Jugoslavia        | 25-04-1979 Tokyo, Giappone       |
| 07-02-1979 Lubiana, Jugoslavia         | 27-04-1979 Kōbe, Giappone        |
| 10-02-1979 Monaco di Baviera, Germania |                                  |
| 11-02-1979 Monaco di Baviera, Germania | 30-04-1979 Fukuoka, Giappone     |
| 13-02-1979 Stoccarda, Germania         | 01-05-1979 Fukuoka, Giappone     |
| 15-02-1979 Saarbrücken, Germania       | 02-05-1979 Yamaguchi, Giappone   |
| 17-02-1979 Lione, Francia              | 05-05-1979 Sapporo, Giappone     |
| 19-02-1979 Barcellona, Spagna          | 06-05-1979 Sapporo, Giappone     |
| 20-02-1979 Barcellona, Spagna          | 18-08-1979 Saarbrücken, Germania |

## Scaletta principale
1. We Will Rock You (fast)
2. Let Me Entertain You
3. Somebody to Love
4. If You Can't Beat Them/Fat Bottomed Girls
5. Death On Two Legs
6. Killer Queen
7. Bicycle Race
8. I'm in Love with My Car
9. Get Down Make Love
10. You're My Best Friend
11. Now I'm Here
12. Don't Stop Me Now
13. Spread Your Wings
14. Dreamer's Ball
15. Love of My Life
16. '39
17. It's Late
18. Brighton Rock
19. Keep Yourself Alive
20. Bohemian Rhapsody
21. Tie Your Mother Down
22. Sheer Heart Attack
23. We Will Rock You
24. We Are the Champions
25. God Save the Queen